# 沙河路街道
沙河路街道是中华人民共和国陕西省榆林市榆阳区下辖的一个街道办事处。

## 行政区划
沙河路街道下辖以下村级行政区划单位：
榆康社区、圣景路社区、兴达路社区、桃李路社区、阳光城社区、开源社区。